# 童哲
童哲（1987年5月8日—），男，汉族，福建人，中华人民共和国教育行業人士 ，是萬門大學的创始人。

## 生平
童哲高中时获得全国中学生物理竞赛福建省第一，並因此保送至北京大学物理系。大三时轉學至法国巴黎高等师范学院學習，2011年获理论物理学士和M1硕士。
2012年回到中華人民共和國，在人人网建立“万门大学”公共主页。其於2014年5月成立北京万门教育科技有限公司。
2022年3月，萬門大學發生經營危機，公司大门紧锁，拖欠员工工资，甚至有消息表示童哲已飞往日本。